# Штанько, Борис Анатольевич
Борис Анатольевич Штанько (1944—2006) — советский и российский хоккеист-защитник и хоккейный тренер.

## Биография
Родился 5 февраля 1944 года. Воспитанник московского «Локомотива» («Метростроя»).
В основной состав родного клуба не пробился. Сезон отыграл за уфимский «Салават Юлаев». Проходил службу в калининском СКА. В 1967—1976 годах выступал за ярославское «Торпедо», забросив 18 шайб.
По завершении карьеры игрока работал в СДЮШОР АЗЛК СК"МОСКВИЧ" с 1979-1986 , далее СДЮШОР Московского ЦСКА. Среди его воспитанников Павел Буре, Сергей Зубов, Александр Карповцев, Максим Соловьёв и другие. Заслуженный тренер России.
23 декабря 2006 года скончался в реанимации после того, как неизвестные напали на него на стоянке возле собственного дома. Похоронен на Перепечинском кладбище Москвы.
- Почётная Грамота Президиума Верховного Совета Российской Федерации (26 апреля 1993 года) — за большой личный  вклад в развитие отечественного и мирового спорта, заслуги в подготовке спортсменов высокого класса и в связи с 70-летием со дня образования Центрального спортивного клуба Армии[1].